# ديريك لويس (لاعب كرة قدم أمريكية)
ديريك لويس (بالإنجليزية: Derrick Lewis)‏ هو لاعب كرة قدم أمريكية أمريكي، ولد في 30 أكتوبر 1975 في نيو أورلينز في الولايات المتحدة.